# رودلف أرنولد
رودلف أرنولد (بالألمانية: Rudolf Arnold) (و. 1896 – 1950 م) هو سياسي، من ألمانيا الشرقية، ولد في أيسناخ، توفي عن عمر يناهز 54 عاماً.

## مناصب
تولى منصب عمدة.